# Krînîcine, Milove
Krînîcine (în ucraineană Криничне) este un sat în comuna Velîkoțk din raionul Milove, regiunea Luhansk, Ucraina.

## Demografie
Componența lingvistică a localității Krînîcine
     Ucraineană (56,14%)
     Rusă (3,51%)
     Română (1,75%)
     Belarusă (1,75%)
Conform recensământului din 2001, majoritatea populației localității Krînîcine era vorbitoare de ucraineană (56,14%), existând în minoritate și vorbitori de rusă (3,51%), română (1,75%) și belarusă (1,75%).